# Guilherme Melaragno
Guilherme Melaragno (São Paulo (cidade), 9 de agosto de 1993) é um esgrimista brasileiro.
Aos 17 anos, foi o único esgrimista brasileiro nos Jogos Olímpicos de Verão da Juventude de 2010, em Singapura. 
Ficou em quarto lugar no Torneio Nacional Cidade de Curitiba de 2016, garantindo assim o terceiro lugar no ranking brasileiro de espada e uma vaga na equipe brasileira nos Jogos Olímpicos de Verão de 2016.

## Títulos
- Troféu Brasil

2012, 2013, 2014 e 2015